# Parc national d'Elsey
Pour les articles homonymes, voir Elsey.
Le parc national d'Elsey est un parc national du Territoire du Nord en Australie à 378 kilomètres au sud-est de Darwin.